# Палтіну (Сучава)
Палтіну (рум. Paltinu) — село у повіті Сучава в Румунії. Входить до складу комуни Ватра-Молдовіцей.

## Розташування
Село знаходиться на відстані 357 км на північ від Бухареста, 53 км на захід від Сучави.

## Історія
Давнє українське село Руське на Бовлі (притока Молдови) у південній Буковині. За переписом 1900 року в селі Руське на Бовлі Кимполунгського повіту були 227 будинків, проживали 992 мешканці: 756 українців, 125 румунів, 30 німців, 74 євреї.

## Населення
За даними перепису населення 2002 року у селі проживали 1723 особи.
Національний склад населення села:
| Національність | Кількість осіб | Відсоток |
| -------------- | -------------- | -------- |
| румуни         | 1377           | 79,9%    |
| українці       | 343            | 19,9%    |

Рідною мовою назвали:
| Мова       | Кількість осіб | Відсоток |
| ---------- | -------------- | -------- |
| румунська  | 1517           | 88,0%    |
| українська | 204            | 11,8%    |